# Ушурей (Молдова)
Ушурей (рум. Uşurei) — село в Рышканском районе Молдавии. Наряду с селом Ракария входит в состав коммуны Ракария.

## География
Село расположено на высоте 149 метров над уровнем моря.

## Население
По данным переписи населения 2004 года, в селе Ушурей проживает 458 человек (209 мужчин, 249 женщин).
Этнический состав села:
| Национальность | Число жителей | Процентный состав |
| -------------- | ------------- | ----------------- |
| украинцы       | 402           | 87.77             |
| молдаване      | 31            | 6.77              |
| русские        | 21            | 4.59              |
| болгары        | 2             | 0.44              |
| прочие         | 2             | 0.44              |
| Всего          | 458           | 100%              |